# Recopa de Costa Rica
La Recopa de Costa Rica es una competición oficial de fútbol, organizada por la UNAFUT. En esta competición el campeón del torneo de liga se enfrenta al campeón de copa.

## Antecedentes
La historia indica que la primera vez que este modelo se puso en marcha fue en 1963. La edición inaugural se llevó a cabo el 20 de diciembre de 1963, cuando el campeón de la Primera División que fue Uruguay de Coronado se enfrentó al Deportivo Saprissa, ganador de la Copa Presidente. La Federación Costarricense de Fútbol nombró el torneo como «Campeón de Campeones» y la final terminó 1-1 con goles de Guillermo Elizondo para los aurinegros mientras que la igualada la puso el morado Edgar Marín. La serie se definió en penales para decretar al Saprissa como el primer campeón.
Para 1967, tuvo como participantes a Alajuelense como campeón de liga de la temporada de 1966 y el Barrio México que asistió como ganador de la Copa Costa Rica de 1967, de manera coincidente, tanto manudos como mexicanistas entregaron vencido al Saprissa en las finales de ambos torneos. La victoria fue liguista con marcador de 1-0, mediante un único gol de Víctor «Palomino» Calvo que resolvió la contienda.

## Sistema de competición
El equipo campeón de liga con más puntaje de la tabla acumulada entre los torneos del Apertura y Clausura, clasifica automáticamente a la Recopa, y el campeón del Torneo de Copa, clasifica automáticamente a la Recopa.
El torneo se juega a un único partido que se divide en dos tiempos de 45 minutos, acumulando los 90 minutos, el equipo que obtiene la victoria en el marcador se denomina el campeón de la Recopa, si el encuentro queda empatado, el compromiso se define por lanzamientos de penalti.

## Historial
| Campeón de Campeones | Campeón de Campeones | Campeón de Campeones | Campeón de Campeones | Campeón de Campeones | Campeón de Campeones                                            | Campeón de Campeones | Campeón de Campeones | Campeón de Campeones |
| Edición              | Temporada            | Campeón              | Resultado            | Subcampeón           | Máximo goleador                                                 | Goles                | Sede                 | Nota (s)             |
| -------------------- | -------------------- | -------------------- | -------------------- | -------------------- | --------------------------------------------------------------- | -------------------- | -------------------- | -------------------- |
| 1                    | 1963                 | Deportivo Saprissa   | 1 - 1 (5 - 4 pen.)   | Uruguay de Coronado  | Guillermo Elizondo (Uruguay de Coronado) Edgar Marín (Saprissa) | 1                    | Estadio Nacional     | Primer campeón       |
| 2                    | 1967                 | L. D. Alajuelense    | 1 - 0                | A. D. Barrio México  | Víctor Calvo (Alajuelense)                                      | 1                    | Estadio Nacional     |                      |
| Recopa               |                      |                      |                      |                      |                                                                 |                      |                      |                      |
| 3                    | 2023                 | Deportivo Saprissa   | 0 - 0 (3 - 2 pen.)   | C. S. Cartaginés     | -                                                               | -                    | Estadio "Fello" Meza |                      |
| 4                    | 2024                 | L. D. Alajuelense    | 3 - 1                | Deportivo Saprissa   | Alberto Toril (Alajuelense)                                     | 2                    | Estadio Nacional     |                      |
| 5                    | 2025                 | L. D. Alajuelense    | 1 - 0                | C. S. Herediano      | Alexis Gamboa (Alajuelense)                                     | 1                    | Estadio "Fello" Meza | Primer bicampeón     |

## Palmarés
| Equipo              | Títulos | Subcamp. | Años campeón     | Años subcampeón |
| ------------------- | ------- | -------- | ---------------- | --------------- |
| L. D. Alajuelense   | 3       | -        | 1967, 2024, 2025 | -               |
| Deportivo Saprissa  | 2       | 1        | 1963, 2023       | 2024            |
| Uruguay de Coronado | -       | 1        | -                | 1963            |
| A. D. Barrio México | -       | 1        | -                | 1967            |
| C. S. Cartaginés    | -       | 1        | -                | 2023            |
| C. S. Herediano     | -       | 1        | -                | 2025            |

## Estadísticas

### Clasificación histórica
| Pos. | Club                | Temp. | PJ | PG | PE | PP | GF | GC | Dif. | Pts. | Títulos | (Subc.) |
| ---- | ------------------- | ----- | -- | -- | -- | -- | -- | -- | ---- | ---- | ------- | ------- |
| 1    | L. D. Alajuelense   | 3     | 3  | 3  | 0  | 0  | 5  | 1  | 4    | 9    | 3       | 0       |
| 2    | Deportivo Saprissa  | 3     | 3  | 0  | 2  | 1  | 2  | 4  | -2   | 2    | 2       | 1       |
| 3    | Uruguay de Coronado | 1     | 1  | 0  | 1  | 0  | 1  | 1  | 0    | 1    | 0       | 1       |
| 4    | C. S. Cartaginés    | 1     | 1  | 0  | 1  | 0  | 0  | 0  | 0    | 1    | 0       | 1       |
| 5    | A. D. Barrio México | 1     | 1  | 0  | 0  | 1  | 0  | 1  | -1   | 0    | 0       | 1       |
| 6    | C. S. Herediano     | 1     | 1  | 0  | 0  | 1  | 0  | 1  | -1   | 0    | 0       | 1       |

### Técnicos campeones
| Nombre              | Nacionalidad | Equipo             | Cantidad | Torneos |
| ------------------- | ------------ | ------------------ | -------- | ------- |
| Alfredo Piedra      | Costa Rica   | Deportivo Saprissa | 1        | 1963    |
| Hugo Tassara        | Chile        | L. D. Alajuelense  | 1        | 1967    |
| Vladimir Quesada    | Costa Rica   | Deportivo Saprissa | 1        | 2023    |
| Alexandre Guimarães | Costa Rica   | L. D. Alajuelense  | 1        | 2024    |
| Óscar Ramírez       | Costa Rica   | L. D. Alajuelense  | 1        | 2025    |

### Goleadores
| Pos. | Jugador            | Goles | Partidos | Promedio |
| ---- | ------------------ | ----- | -------- | -------- |
| 1    | Alberto Toril      | 2     | 1        | 2        |
| 2    | Luis Díaz          | 1     | 1        | 1        |
| 2    | Diego Campos       | 1     | 1        | 1        |
| 2    | Guillermo Elizondo | 1     | 1        | 1        |
| 2    | Edgar Marín        | 1     | 1        | 1        |
| 2    | Víctor Calvo       | 1     | 1        | 1        |
| 7    | Alexis Gamboa      | 1     | 2        | 0.5      |